# Pseudapriona flavoantennata
Pseudapriona flavoantennata är en skalbaggsart som beskrevs av Stefan von Breuning 1936. Pseudapriona flavoantennata ingår i släktet Pseudapriona och familjen långhorningar. Inga underarter finns listade i Catalogue of Life.